# Arlberg
De Arlberg is een massief tussen de Oostenrijkse deelstaten Vorarlberg en Tirol. De hoogste top is de Valluga op 2811 meter. 

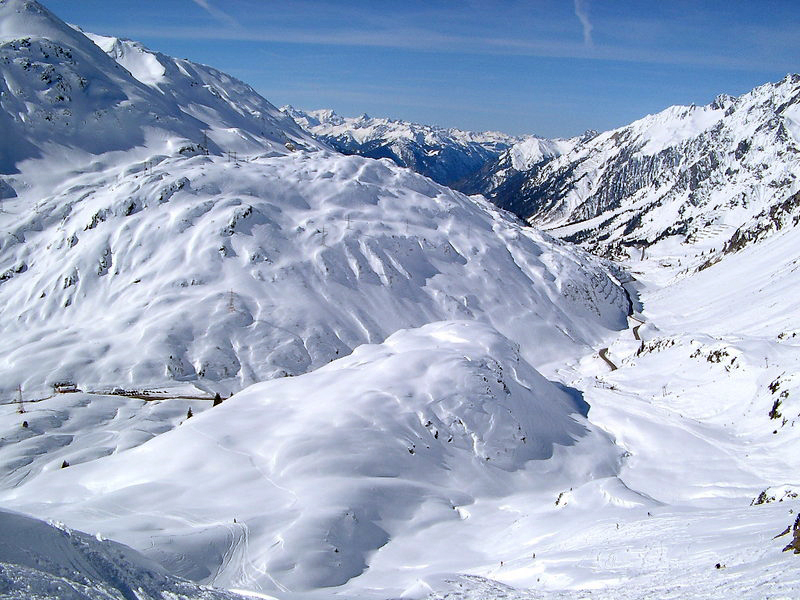
Blik op het gebied Arlberg rondom de Arlbergpas in de winter

Met "am Arlberg" wordt de rondom de Arlbergpas (ook wel: der Arlberg) gelegen regio op de grens van Vorarlberg en Tirol bedoeld. Het gebied staat wereldwijd bekend als toeristische regio, in het bijzonder als wintersportgebied. Het gebied is bekend vanwege de Arlbergpas, die, gelegen op een hoogte van 1793 meter, een belangrijke verkeersverbinding vormt tussen Zwitserland en Oostenrijk. Om onafhankelijk te worden van de weersomstandigheden heeft men in 1978 de Arlbergtunnel geopend.

## Oorsprong van de naam Arlberg
Er bestaat geen bergtop die Arlberg genoemd wordt. De naam Arlberg zou afgeleid zijn van de burcht Arlenburg, die aan de Tiroler zijde aan de voet van de Arlbergpas zou hebben gestaan. Een andere theorie is dat de naam afkomstig is van de vele bergdenbossen, in deze regio Arlenbossen genoemd, die er staan. Van de naam Arlberg is ook de naam van de deelstaat Vorarlberg afgeleid, aangezien dit gebied vanuit Zwitsers oogpunt vóór de Arlberg gelegen is.

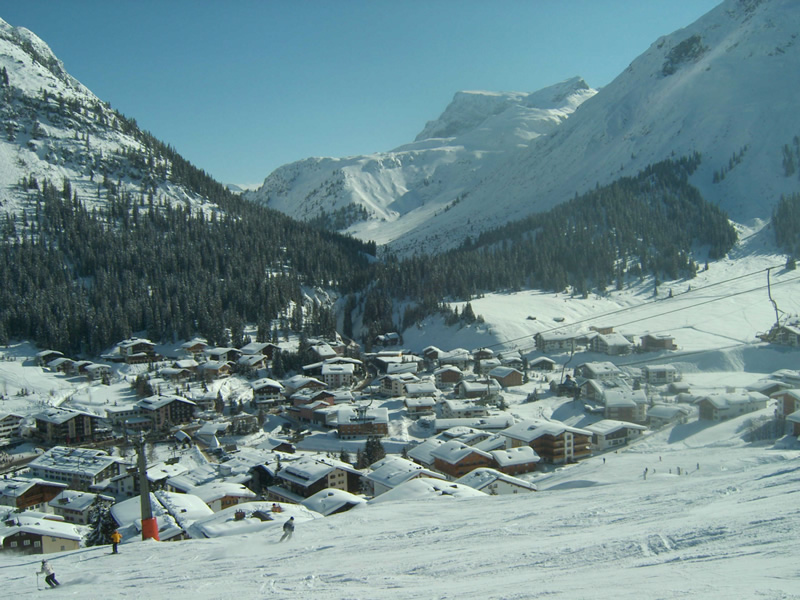
Lech in de sneeuw

## Geografie
De Arlbergpas loopt in oostwestelijke richting over het Arlbergmassief. De Flexenpas ligt in het noorden en verbindt het Klostertal met het Lechtal. Er liggen vier gemeenten in het Arlberggebied, die bij elkaar komen bij de hoogste top van het massief, de berg Valluga (2809 m): Lech am Arlberg en Klösterle am Arlberg in Vorarlberg, St. Anton am Arlberg en Kaisers in Tirol. Stuben am Arlberg en Langen am Arlberg behoren tot de gemeente Klösterle, Zürs en Zug am Arlberg bij Lech en St. Christoph am Arlberg bij St. Anton. Enkele dorpen in het Klostertal die ook het achtervoegsel am Arlberg dragen (bijvoorbeeld Wald am Arlberg), behoren eigenlijk niet tot het gebied van Arlberg. Hetzelfde geldt voor Warth en Schröcken, ten noorden van Lech.

## Verkeer
De geschiedenis van de Arlberg hangt nauw samen met zijn betekenis als belangrijke verkeersverbinding. Eind 19e eeuw zorgde de Arlbergspoorlijn voor een belangrijke verbinding tussen Vorarlberg met de Donaumonarchie. Door de aanleg van de Arlberg Schnellstraße en de Arlbergtunnel kwam in 1978 een verbinding tussen Tirol en Vorarlberg tot stand die normaal gesproken ook 's winters begaanbaar is.

### Arlberg Schnellstraße
De Arlberg Schnellstraße (S16) loopt van Landeck in Tirol naar Bludenz in Vorarlberg en verbindt zo de Inntal Autobahn (A12) met de Walgau Autobahn A14. De Arlberg Schnellstraße behoort als gevolg van het hoge aantal verkeersongelukken tot een van de onveiligste wegen van Oostenrijk.

### Arlbergtunnel
De Arlberg Straßentunnel is met zijn 13.976 m lengte de langste autotunnel in Oostenrijk. De tunnel ligt op het traject van de Arlberg Schnellstraße en ligt tussen de plaatsen Langen en St. Anton. De weg werd aangelegd nadat de Arlbergpas in de loop van de 20e eeuw de grote hoeveelheid verkeer niet langer kon verwerken. Bovendien verzekerde men zich zo van een begaanbare verbinding gedurende de winter. De bouw kostte ongeveer 300 miljoen euro. De werkzaamheden begonnen op 5 juli 1974. Op 9 oktober 1977 was de doorsteek een feit en op 1 december 1978 werd de tunnel voor het verkeer opengesteld. Een bijzonder feit is dat de tunnel eigenlijk uit twee delen bestaat. Aan de Tiroler zijde wordt de tunnel namelijk nog doorsneden door de Rosannakloof voordat de tunnel het werkelijke Arlbergmassief in de richting van Vorarlberg doorboort. De verkeersdichtheid is met een maximum van 1800 motorvoertuigen per uur beperkt. De tunnel is onder andere uitgerust met vier ventilatiesystemen met in totaal twaalf ventilatoren en een schacht van 736 m (de diepste van Europa). Verder wordt met 43 camera's de (verkeers)veiligheid bewaakt en momenteel wordt getracht door het aanbrengen van meerdere reddingsschachten tussen de treintunnel van de Arlbergspoorlijn en de autotunnel de veiligheid nog verder te verhogen. Voor het gebruik van de Arlbergtunnel is tol verschuldigd.

## Toerisme

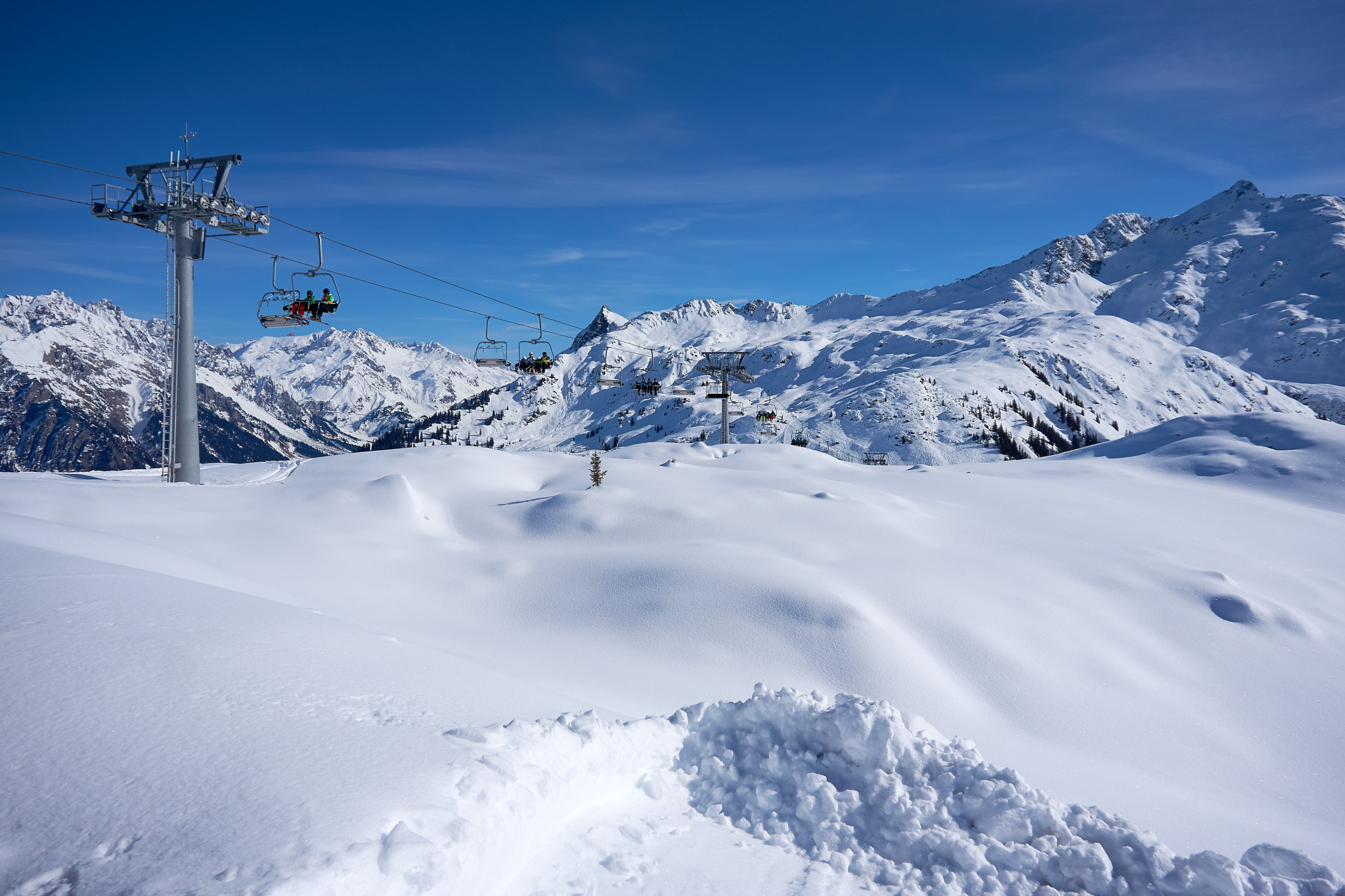
Sonnenkopfbahn in het skigebied Ski Arlberg

Toerisme is verreweg de belangrijkste economische sector voor de bevolking die rondom de Arlberg woonachtig is. Tussen 1 november 2001 en 31 oktober 2002 werden één miljoen overnachtingen geteld. Plaatsen als Lech (waar de Nederlandse koninklijke familie al tientallen jaren op vakantie gaat), Zürs, St. Christoph en St. Anton zijn al decennialang bekende wintersportoorden. Reeds in 1901 werd de Skiclub Arlberg opgericht, die twee jaar later de eerste wedstrijd uitschreef. In 1921 werd onder leiding van Hannes Schneider de eerste skischool, Skischule Arlberg, opgericht. In 1937 werd in St. Anton en Zürs begonnen met de eerste liftinstallaties.
Inmiddels bestrijkt het skigebied Ski Arlberg een groot deel van het Arlbergmassief, met 97 aanwezige liftinstallaties en 348 km geprepareerde piste. Vanaf de winter 2016/17 is Ski Arlberg het grootste verbonden skigebied van Oostenrijk.
In 2001 werd in St. Anton am Arlberg het FIS Wereldkampioenschap Alpineskiën georganiseerd. Het evenement trok 350.000 gasten naar het skigebied. In 2021 organiseert St. Anton een gecombineerde skirace met een slalom en een super-G als onderdeel van de Wereldkampioenschappen alpineskiën 2021.